# Hank Jones
Henry "Hank" Jones Jr. (Vicksburg, 31 de Julho de 1918 – Nova York, 16 de Maio de 2010) foi um pianista e compositor de jazz. Críticos e músicos descrevem Jones como eloquente, lírico e impecável. Em 1989, a Fundação Nacional para as Artes (NEA) americana o homenageou com o prêmio Mestres do Jazz NEA. Ele também foi homenageado com o prêmio de Lenda Viva do Jazz pela Sociedade Americana de Compositores, Autores e Editores (ASCAP). Em 2008, ele recebeu a Medalha Nacional de Artes. Em 13 de abril de 2009, a Universidade de Hartford o presentou com um doutorado em reconhecimento à suas realizações musicais.
Jones gravou mais de 60 álbuns sob seu próprio nome e vários outros como acompanhante, incluindo o celebrado álbum de Cannonball Adderley Somethin' Else. Em 19 de maio de 1962, ele tocou piano quando a atriz Marilyn Monroe cantou seu famoso "Happy Birthday, Mr. President" para o então presidente John F. Kennedy.

## Prêmios
Histórico no Grammy
- Vezes que ganhou: 2009: Grammy Lifetime Achievement Award
- Vezes em que foi nomeado: 5[6]

| Histórico de Hank Jones no Grammy Award |                                                               |                  |        |              |           |
| Ano                                     | Categoria                                                     | Título           | Gênero | Gravadora    | Resultado |
| 1977                                    | Melhor Performance de Jazz Instrumental – Solista             | "Bop Redux"      | Jazz   | Muse         | Nomeado   |
| 1980                                    | Melhor Performance de Jazz Instrumental – Solista             | "I Remember You" | Jazz   | Black & Blue | Nomeado   |
| 1980                                    | Melhor Performance de Jazz Instrumental – Grupo               | "I Remember You" | Jazz   | Black & Blue | Nomeado   |
| 1995                                    | Melhor Solo de Jazz Instrumental                              | "Go Down Moses"  | Jazz   | Verve        | Nomeado   |
| 1995                                    | Melhor Performance de Jazz Instrumental – Individual ou Grupo | "Steal Away"     | Jazz   | Verve        | Nomeado   |

## Discografia

### Como líder/co-líder
| Ano     | Título                                        | Membros | Gravadora           |
| ------- | --------------------------------------------- | --- | ------------------- |
| 1947-53 | Urbanity                                      | | Clef                |
| 1955    | The Trio                                      | Trio com Wendell Marshall e Kenny Clarke                                                                                               | Savoy               |
| 1955    | Quartet-Quintet                               | Quartet/Quintet com Donald Byrd, Eddie Jones, Kenny Clarke + Matty Dice                                                                | Savoy               |
| 1955    | Bluebird                                      | Quarteto/Quinteto com Wendell Marshall/Eddie Jones, Kenny Clarke + Herbie Mann/Jerome Richardson/Donald Byrd and Matty Dice/Joe Wilder | Savoy               |
| 1956    | Have You Met Hank Jones                       | Solo | Savoy               |
| 1956    | Hank Jones' Quartet                           | Quarteto com Bobby Jaspar, Paul Chambers e Kenny Clarke                                                                                | Savoy               |
| 1958    | Gigi                                          | Quarteto com Barry Galbraith, Arnold Fishkin, Donald Lamond                                                                            | Golden Crest        |
| 1958    | The Talented Touch                            | Quarteto com Barry Galbraith, Milt Hinton, Osie Johnson                                                                                | Capitol             |
| 1958    | Porgy and Bess                                | Quarteto com Kenny Burrell, Milt Hinton, Elvin Jones                                                                                   | Capitol             |
| 1963    | Here's Love                                   | Quarteto com Kenny Burrell, Milt Hinton, Elvin Jones                                                                                   | Argo                |
| 1964    | This Is Ragtime Now!                          | Trio com Milt Hinton, Osie Johnson | ABC-Paramount       |
| 1966    | Happenings                                    | com Oliver Nelson and Orchestra | Impulse!            |
| 1975    | Hanky Panky                                   | Trio com Ron Carter e Grady Tate | East Wind           |
| 1976    | Satin Doll: Dedicated to Duke Ellington       | Solo | Trio                |
| 1976    | Jones-Brown-Smith                             | Trio com Ray Brown e Jimmie Smith | Concord Jazz        |
| 1976    | Arigato                                       | Trio/Quarteto com Richard DavisRichard Davis/Jay Leonhart, Ronnie Bedford + Ray Rivera,                                                | Progressive         |
| 1977    | Bop Redux                                     | Trio com George Duvivier e Ben Riley                                                                                                   | Muse                |
| 1977    | Just for Fun                                  | Trio/Quarteto com Ray Brown, Shelly Manne + Howard Roberts                                                                             | Galaxy              |
| 1977    | I Remember You                                | Trio com George Duvivier e Oliver Jackson                                                                                              | Black & Blue        |
| 1977    | Have You Met This Jones?                      | Trio com Isla Eckinger e Kurt Bong | MPS                 |
| 1977    | The Trio                                      | Trio com Milt Hinton e Bob Rosengarden                                                                                                 | Chiaroscuro         |
| 1977-78 | Tiptoe Tapdance                               | Solo | Galaxy              |
| 1978    | Groovin' High                                 | Quinteto com Sam Jones, Mickey Roker, Thad Jones, e Charlie Rouse                                                                      | Muse                |
| 1978    | Our Delights                                  | Dueto de piano com Tommy Flanagan | Galaxy              |
| 1978    | More Delights                                 | Dueto de piano com Tommy Flanagan | Galaxy              |
| 1978    | Compassion                                    | Trio com George Duvivier e Alan Dawson                                                                                                 | Black & Blue        |
| 1978    | Ain't Misbehavin'                             | Trio/Sexteto com Richard Davis, Roy Haynes + Bob Ojeda, Teddy Edwards, e Kenny Burrell                                                 | Galaxy              |
| 1979    | Easy to Love                                  | Trio com George Duvivier, Shelly Manne                                                                                                 | Lobster             |
| 1979    | Hank Jones Trio Live in Japan                 | Trio com George Duvivier, Shelly Manne                                                                                                 | Trio                |
| 1979    | Trio 1979 Discoveries                         | Trio com George Duvivier, Shelly Manne                                                                                                 | 55                  |
| 1979    | Bluesette                                     | Trio com George Duvivier, Alan Dawson                                                                                                  | Black & Blue        |
| 1983    | I'm All Smiles                                | Dueto de piano com Tommy Flanagan | MPS                 |
| 1985    | Great Jazz Quartet Live in Japan              | Quarteto com Sam Most, Ray Brown, Alan Dawson                                                                                          | TDK                 |
| 1987    | Duo                                           | Dueto com Red Mitchell | Timeless            |
| 1989    | The Oracle                                    | Trio com Dave Holland, Billy Higgins                                                                                                   | EmArcy              |
| 1989    | Lazy Afternoon                                | Quarteto com Ken Peplowski, Dave Holland, Keith Copeland                                                                               | Concord Jazz        |
| 1990    | Hank Jones with the Meridian String Quartet   | Com o Meridian String Quartet conduzido por Manny Albam                                                                                | LRC                 |
| 1991    | Hank Jones Trio with Mads Vinding & Al Foster | Trio com Mads Vinding, Al Foster | Storyville          |
| 1991    | Live at Maybeck Recital Hall, Volume Sixteen  | Solo | Concord             |
| 1993    | Upon Reflection: The Music of Thad Jones      | Trio com George Mraz, Elvin Jones | Verve               |
| 1995    | Steal Away                                    | Dueto com Charlie Haden | Verve               |
| 2004    | 'Round Midnight                               | Solo | Eighty-Eight's      |
| 2004    | For My Father                                 | Trio com George Mraz, Dennis Mackrel                                                                                                   | Justin Time         |
| 2005    | My Funny Valentine                            | | Sony/CBS            |
| 2006    | Round Midnight                                | | Sony                |
| 2006    | Kids: Live at Dizzy's Club Coca-Cola          | Dueto com Joe Lovano | Blue Note           |
| 2006    | West of 5th                                   | Com Jimmy Cobb e Christian McBride | Chesky              |
| 2006    | Hank and Frank                                | | Lineage             |
| 2009    | Hank and Frank II                             | Frank Wess, Ilya Lushtak, Marion Cowings, John Webber, and Mickey Roker.                                                               | Lineage             |
| 2009    | Pleased to Meet You                           | Oliver Jones, Brandi Disterheft e Jim Doxas                                                                                            | Justin Time Records |
| 2009    | Trio Hank Jones                               | George Mraz, Willie Jones | Multisonic          |
| 2012    | Come Sunday                                   | Dueto com Charlie Haden | EmArcy              |

### Com o Great Jazz Trio
| Ano  | Título                                             | Membros                                          | Gravadora                 |
| ---- | -------------------------------------------------- | ------------------------------------------------ | ------------------------- |
| 1976 | I'm Old Fashioned                                  | Com Sadao Watanabe, Ron Carter, Tony Williams    | East Wind                 |
| 1976 | Love for Sale                                      | Com Buster Williams, Tony Williams               | East Wind                 |
| 1977 | The Great Jazz Trio at the Village Vanguard        | Com Ron Carter, Tony Williams                    | East Wind                 |
| 1977 | The Great Jazz Trio at the Village Vanguard Vol. 2 | Com Ron Carter, Tony Williams                    | East Wind                 |
| 1977 | The Great Jazz Trio at the Village Vanguard Again  | Com Ron Carter, Tony Williams                    | East Wind (released 2000) |
| 1977 | Bird of Paradise                                   | Com Sadao Watanabe, Ron Carter, Tony Williams    | Flying Disk               |
| 1977 | Kindness Joy Love & Happiness                      | Com Ron Carter, Tony Williams                    | East Wind                 |
| 1977 | Direct from L.A.                                   | Com Ron Carter, Tony Williams                    | East Wind                 |
| 1978 | Milestones                                         | Com Ron Carter, Tony Williams                    | East Wind                 |
| 1978 | New Wine in Old Bottles                            | Com Jackie McLean, Ron Carter, Tony Williams     | East Wind                 |
| 1978 | The Great Tokyo Meeting                            | Com Ron Carter, Tony Williams                    | East Wind                 |
| 1980 | Chapter II                                         | Com Eddie Gómez, Al Foster                       | East Wind                 |
| 1980 | Moreover                                           | Com Eddie Gómez, Al Foster                       | East Wind                 |
| 1982 | Threesome                                          | Com Eddie Gómez, Jimmy Cobb                      | Eastworld                 |
| 1983 | N.Y.Sophisticate: a Tribute to Duke Ellington      | Com Eddie Gomez, Jimmy Cobb, The Strings Quartet | Denon Records             |
| 1984 | Monk's Mood                                        | Com Eddie Gomez, Jimmy Cobb, Terumasa Hino       | Dennon                    |
| 2003 | Autumn Leaves                                      | Com Elvin Jones (bateria), Richard Davis (baixo) | 441 Records               |

### Como acompanhante
| Com Cannonball Adderley - Somethin' Else (Blue Note, 1958) Com Manny Albam - The Soul of the City (Solid State, 1966) Com Gene Ammons - Bad! Bossa Nova (Prestige, 1962) - Got My Own (Prestige, 1972) - Big Bad Jug (Prestige, 1972) Com Louis Bellson - Drummer's Holiday (Verve, 1958) Com Bob Brookmeyer - Tonite's Music Today (Storyvile, 1956) com Zoot Sims - Whooeeee (Storyville, 1956) - Zoot Sims-Bob Brookmeyer Quintet - Brookmeyer (Vik, 1956) - Stretching Out (United Artists, 1958) - Zoot Sims-Bob Brookmeyer Octet - Jazz Is a Kick (Mercury, 1960) - Gloomy Sunday and Other Bright Moments (Verve, 1961) Com Ruth Brown - Late Date with Ruth Brown (Atlantic, 1959) - Ruth Brown '65 (Mainstream, 1965) Com Kenny Burrell - Bluesin' Around (Columbia, 1962 [1983]) - Night Song (Verve, 1969) Com Rusty Bryant - For the Good Times (Prestige, 1973) Com Donald Byrd - Byrd's Word (Savoy, 1955) - New Formulas from the Jazz Lab (RCA Victor, 1957) com Gigi Gryce - Jazz Lab (Jubilee, 1958) com Gigi Gryce Com Ron Carter - Carnaval (1978) Com Paul Chambers - Bass on Top (Prestige, 1957) Com Jimmy Cleveland - Introducing Jimmy Cleveland and His All Stars (EmArcy, 1955) - Rhythm Crazy (EmArcy, 1959 [1964]) Com Al Cohn - That Old Feeling (RCA Victor, 1955) - The Brothers! (RCA Victor, 1955) com Bill Perkins e Richie Kamuca - From A to...Z (RCA Victor, 1956) com Zoot Sims - The Sax Section (Epic, 1956) - Cohn on the Saxophone (Dawn, 1956) Com Art Farmer - Last Night When We Were Young (ABC-Paramount, 1957) - Portrait of Art Farmer (Contemporary, 1958) - The Aztec Suite (United Artists, 1959) Com Ella Fitzgerald - Rhythm Is My Business (Verve, 1962) Com Curtis Fuller - New Trombone (Prestige, 1957) - Cabin in the Sky (Impulse!, 1962) Com Dizzy Gillespie - A Portrait of Duke Ellington (Verve, 1960) - The Bop Session (Sonet, 1975) – com Sonny Stitt, Percy Heath e Max Roach Com Dexter Gordon - Ca'Purange (Prestige, 1972) - Tangerine (Prestige, 1972) Com Johnny Griffin - Soul Groove (Atlantic, 1963) – com Matthew Gee Com Gigi Gryce - Gigi Gryce (MetroJazz, 1958) Com Lionel Hampton - You Better Know It!!! (Impulse!, 1965) Com Johnny Hartman - I Just Dropped By to Say Hello (Impulse!, 1963) - The Voice That Is! (Impulse!, 1964) Com Donna Hightower - Take One (Capitol, 1959) Com Johnny Hodges - Sandy's Gone (Verve, 1963) - Wings & Things (Verve, 1965) - Don't Sleep in the Subway (Verve, 1967) - 3 Shades of Blue (Flying Dutchman, 1970) Com Bobbi Humphrey - Flute In (Blue Note, 1971) | Com Milt Jackson - Opus de Jazz (Savoy, 1956) - The Jazz Skyline (Savoy, 1956) - Bags & Flutes (Atlantic, 1957) - Bags & Trane (Atlantic, 1960) – com John Coltrane - Statements (Impulse!, 1962) - Big Bags (Riverside, 1962) - For Someone I Love (Riverside, 1963) - Milt Jackson Quintet Live at the Village Gate (Riverside, 1963) - Much in Common (Verve, 1964) – with Ray Brown - Ray Brown / Milt Jackson (Verve, 1965) – com Ray Brown Com Illinois Jacquet - Groovin' with Jacquet (Clef, 1951-53 [1956]) Com Elvin Jones - Elvin! (Riverside, 1962) - And Then Again (Atlantic, 1965) - Dear John C. (Impulse!, 1965) Com Clifford Jordan - Hello, Hank Jones (Eastworld, 1978) Com Joe Lovano - I'm All For You (Blue Note, 2004) - Joyous Encounters (Blue Note, 2005) Com Herbie Mann - Salute to the Flute (Epic, 1957) Com Shelly Manne - 2-3-4 (Impulse!, 1962) Com Gary McFarland - The Jazz Version of "How to Succeed in Business without Really Trying" (Verve, 1962) Com Howard McGhee - Howard McGhee e Milt Jackson (Savoy, 1948 [1955]) Com Helen Merrill - Helen Merrill and Strings (EmArcy, 1955) Com Wes Montgomery - So Much Guitar (Riverside, 1961) Com James Moody - Great Day (Argo, 1963) Com Oliver Nelson - Oliver Nelson Plays Michelle (Impulse!, 1966) - Encyclopedia of Jazz (Verve, 1966) - The Sound of Feeling (Verve, 1966) - The Spirit of '67 (Impulse!, 1967) – com Pee Wee Russell - The Kennedy Dream (Impulse!, 1967) Com Joe Newman - Salute to Satch (RCA Victor, 1956) - The Midgets (Vik, 1956) Com Charlie Rouse e Paul Quinichette - The Chase Is On (Bethlehem, 1958) Com A. K. Salim - Flute Suite (Savoy, 1957) com Frank Wess e Herbie Mann Com Johnny Smith - Johnny Smith (Verve, 1967) Com Bob Stewart - Welcome to the Club (1986) - Talk of The Town (2004) Com Sonny Stitt - Sonny Stitt Plays Arrangements from the Pen of Quincy Jones (Roost, 1955) - Sonny Stitt Plays (Roost, 1955) - Sonny Stitt with the New Yorkers (Roost, 1957) - Stitt in Orbit (Roost, 1962) - Goin' Down Slow (Prestige, 1972) Com Clark Terry and Bob Brookmeyer - Gingerbread Men (Mainstream, 1966) Com Lucky Thompson - Lucky Thompson Plays Jerome Kern and No More (Moodsville, 1963) - Lucky Strikes (Prestige, 1964) Com Ben Webster - See You at the Fair (Impulse!, 1964) Com Ernie Wilkins - Flutes & Reeds (Savoy, 1955) with Frank Wess - Top Brass (Savoy, 1955) Com Nancy Wilson - But Beautiful (1969) Com Lester Young - Laughin' to Keep from Cryin' (Verve, 1958) |